# NGC 2242
NGC 2242 is een planetaire nevel in het sterrenbeeld Voerman. Het hemelobject werd op 24 november 1886 ontdekt door de Amerikaanse astronoom Lewis A. Swift.

## Synoniemen
- ZWG 204.5